# Drug Addicts Anonymous
Drug Addicts Anonymous eller DAA är en självhjälpsgemenskap för narkotikamissbrukare och alkoholister som önskar bli fria från sitt missbruk. DAA arbetar helt enligt Anonyma Alkoholisters Stora Boken. DAA är det enda tolvstegsgemenskap som har startat utanför USA. 
DAA bildades 1997 i Stockholm. Från att bara ha funnits i Stockholm har gemenskapen spridit sig över landet och finns nu också i Borlänge, Gamleby, Gävle, Härnösand, Sundsvall, Visby och Växjö.

## Huvudsyfte
DAA är en gemenskap av män och kvinnor som har tillfrisknat, eller tillfrisknar, från narkomani genom de Tolv Stegen – ett väl beprövat andligt handlingsprogram. 
Gemenskapen attraherar narkomaner från många olika platser i livet, som i sin tur använt sig av olika droger, både lagliga och olagliga. Oavsett bakgrund så finns ett gemensamt problem och, ännu viktigare, en gemensam lösning. Huvudsyftet är att behålla drogfriheten och hjälpa andra narkomaner att uppnå samma frihet.

## DAA i andra länder
DAA finns även i Danmark, Kanada, Litauen, Storbritannien, Tyskland och USA.